# عبد الإله هوساوي (لاعب كرة قدم مواليد 1986)
عبد الإله هوساوي (مواليد 1 نوفمبر 1986) هو لاعب كرة قدم سعودي.
لعب سابقاً لأندية الأهلي والرائد و الحزم والأنصار و النهضة والقادسية والوحدة و الفيحاء وأبها و المنتخب الأولمبي السعودي .